# Manjū Rock
Der Manjū Rock (japanisch まんじゅう岩 Manjū-iwa für ‚Knotenfelsen‘, norwegisch Bollen) ist ein markanter Felsvorsprung an der Kronprinz-Olav-Küste des ostantarktischen Königin-Maud-Lands. Der Felsen ragt auf halbem Weg zwischen dem Tama-Gletscher und dem Tama Point auf.
Kartografiert und fotografiert wurde er von Teilnehmern der von 1957 bis 1962 dauernden japanischen Antarktisexpedition, die ihn auch benannten. Das US-amerikanische Advisory Committee on Antarctic Names übertrug 1968 die japanische Benennung ins Englische.